# Kamtjatkabjörk
Betula ermanii är en björkväxtart som beskrevs av Adelbert von Chamisso. Betula ermanii ingår i släktet björkar, och familjen björkväxter.
Trädet blir upp till 20 meter högt och det har en bred krona. Tidig under hösten får bladen en ljusande gul färg. Frukterna liknar kottar i utseende, är 2 till 3 cm långa och de blir kvar under vintern. Bladen har en längd av 5 till 8 cm. De liknar ett hjärta i formen.
Arten förekommer på Kamtjatka och i andra områden av östra Ryssland, på Japans stora öar, på Koreahalvön och i nordöstra Kina. Den hittas vanligen i bergstrakter mellan 900 och 1700 meter över havet. Kamtjatkabjörken bildar mindre grupper eller skogar tillsammans med arter av cedersläktet (Cedrus) samt tallsläktet (Pinus) och i flera fall förekommer ensamma exemplar. Arten är beroende av fuktig grund och den är känslig för torka. Den är vanligast på sluttningar som är riktade mot norr.

## Underarter
Arten delas in i följande underarter:
- B. e. ermanii
- B. e. japonica

## Bildgalleri

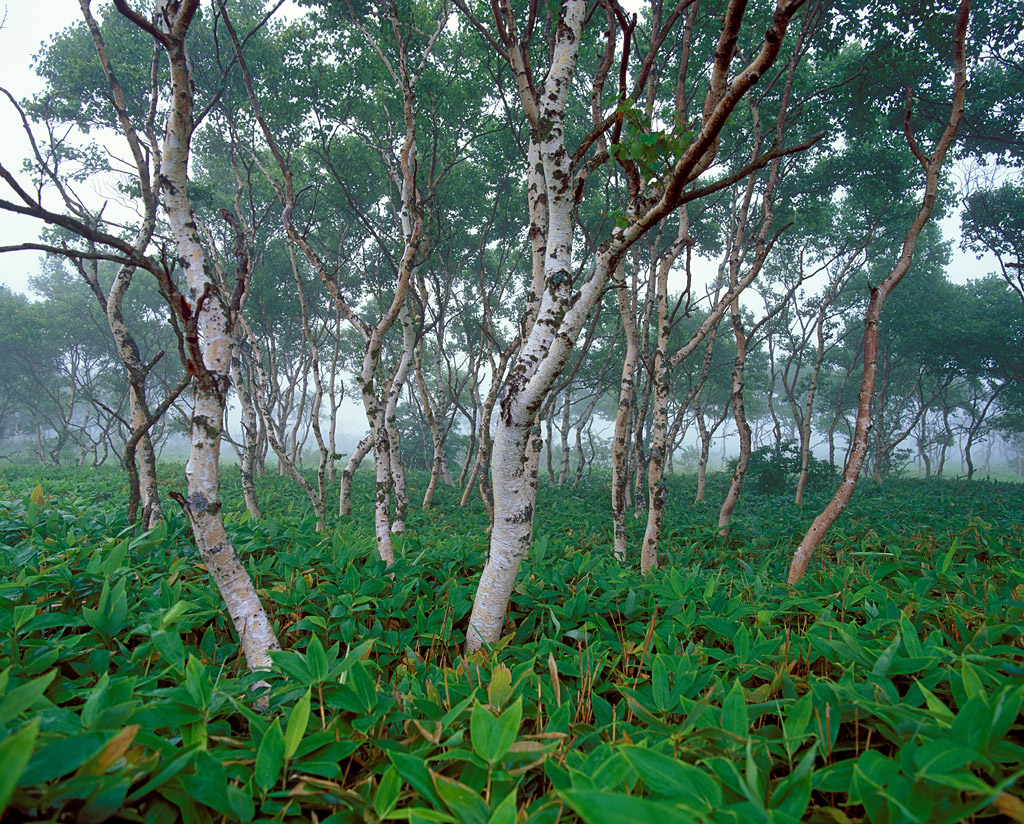
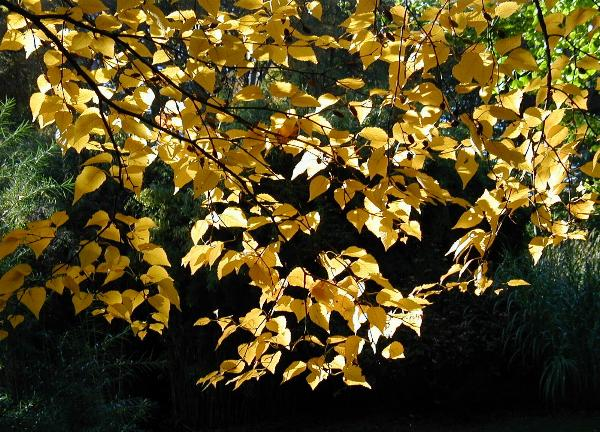
Löv under hösten